# Émile Frechon
Pour les articles homonymes, voir Fréchon.
 (novembre 2018).
Émile Frechon, né le 22 février 1848 à Blangy-sur-Bresle et mort autour du 21 mai 1921 à El Biar, est un journaliste et photographe français de l'École naturaliste.

## Biographie
Fils d'un fabricant de savon de Blangy-sur-Bresle, Émile Frechon est le frère aîné du peintre Charles Frechon et l'oncle du peintre Michel Frechon. Après des études à La Providence à Amiens, il débute dans l’imprimerie et l’édition. En 1870, il s'installe à Arras et devient le premier gérant du journal royaliste et clérical Le Pas de Calais. Il est également gérant de La Semaine religieuse du diocèse, de la Revue de l'Art chrétien et de la Revue des sciences ecclésiastiques. Spécialiste des questions cynégétiques et agricoles, il élève des chiens et écrit notamment dans La Chasse illustrée. Rédacteur dans un journal de Boulogne-sur-Mer, il débute à l'âge de 37 ans dans la photographie comme adepte du naturalisme théorisé en Angleterre par Emerson. Sa première exposition a lieu à Boulogne-sur-Mer où la critique élogieuse le compare à Charles Grassin et Maurice Meys. Plus tard, avec le succès de ses scènes rurales, il sera surnommé par ses pairs « le Millet de la photographie ». Il se rend ainsi célèbre en photographiant les marins de Somme et les paysans de Picardie dont de nombreuses épreuves sont conservées à la Royal Photographic Society de Londres. Sutcliffe et Emerson lui accordent une médaille d'or après une première exposition à Londres en 1893 où Frechon expose des collotypes d'Algérie. D’autres photographies de Bretagne indiquent une campagne photographique au Faouët.
C'est en décembre 1887, peut-être sur l'invitation de Jules Gervais-Courtellemont, qu'il découvre l'Algérie et qu'il décide d'y passer les hivers, multipliant notamment les scènes à Biskra (reportage en 1890 et publication d'un tiré à part de l'Algérie artistique et pittoresque en 1892) et ses environs. Après avoir travaillé pour d’autres studios, Frechon ouvre son atelier à Biskra vers 1895. Les tirages sont alors signés « Em Frechon, Biskra ». Ses reportages sur Barcelone et la Tunisie sont beaucoup moins connus. Des tirages attestent également d'un voyage aux Pays-Bas, à Volendam, vers 1906, puis en Palestine vers 1910. 
Il travaille notamment à contre-jour, ce qui fait sa renommée, cherchant en Algérie comme en France à fixer l'intemporalité des scènes de la vie quotidienne. De 1895 à 1904, le naturalisme qui caractérise son œuvre le place cependant en marge du mouvement pictorialiste qui le redécouvre après 1903 grâce au Photo-club de Paris. Après Demachy, c'est alors le photographe le plus publié dans les revues pictorialistes de l'époque, notamment dans La Revue de photographie. Il obtient une nouvelle médaille d'or à l'Exposition universelle de Paris en 1900 et, en 1903, La Revue de photographie lui décerne le 1er prix de son deuxième concours (sur le thème de la Maternité). En 1905, trois de ses photographies sont reproduites en taille-douce dans un numéro de la luxueuse revue Épreuve photographique. Les revues illustrées Country Life, Femina et Fermes et châteaux diffusent de nombreux clichés à un plus large public.
Les tirages de Frechon, le plus souvent non signés, sont des citrates (papier lisse viré brun) mais les épreuves sur papier tramé type vergé avec virages aux sels d’or, au platine ou au sélénium sont aussi très recherchés par les collectionneurs. Avec leur dominante sanguine déclinée selon une gamme très variée, ils sont considérés à juste titre comme le sommet de l'art d'Émile Frechon. Les citrates rendent en revanche l'identification souvent difficile, notamment pour l'Algérie avec des équivalents d'Alexandre Bougault ou de Marius Maure (photographes-commerçants installés à Biskra). On a même longtemps cru que tous les tirages algériens signés « Bougault Éditeur » au tampon sec étaient des clichés de Frechon. La nature des relations entre Frechon et Alexandre Bougault (père et fils) reste encore non élucidée et l'attribution de certains clichés sans doute encore très incertaine, mais Bougault ne fut pas qu'un éditeur : son activité de photographe en Algérie était reconnue et fut primée lors de plusieurs expositions du vivant même de Frechon.
De nombreuses vues de désert et d'oasis rapprochent aussi Frechon de l'Austro-hongrois Rudolf Lehnert. Contrairement à Lehnert, souvent plus narratif que lui, Frechon n'utilise cependant ni les tirages au bromure, ni la diffusion en héliogravure et semble ne pas avoir réalisé de photographies de nus, en tous cas sous la forme d'études académiques orientales. Sa discrétion commerciale le distingue aussi très nettement des Maure, Lehnert & Landrock et autres Bougault. Il ignore notamment les « variations » panoramiques des deux derniers.
À la fin de la vie de Frechon, sur commande du Gouvernement général de l'Algérie, le photographe Jean Geiser édite une série médiocre de cartes postales à partir de tirages Frechon non crédités. Les clichés Frechon non crédités se retrouvent surtout dans les années 1920 en héliogravures éditées par la société Adia-Nice, dans une série où l'on retrouve aussi des portraits par Jean Geiser. D'autres sont encore diffusés en Algérie en cartes postales par les éditeurs Sirecky et Jomone jusqu'à l'indépendance en 1962. On note également une série de cartes postales en similigravure imprimées à Boulogne dans les années 1900 avec de belles scènes de marins de Somme et la mention « Cliché Em Frechon ». 
Une très grande partie de l'œuvre de Frechon a été détruite lors du bombardement de la maison de ses sœurs cadettes à la fin de la Seconde Guerre mondiale. À la fin des années 1990, plusieurs expositions organisées par la galerie parisienne « À l'image du grenier sur l'Eau » ont fait redécouvrir ses clichés algériens tandis que les photographies de la Royal Photographic Society (Somme et Picardie) avaient été présentées en Angleterre lors d'une exposition en 1987 : Emile Frechon, the real France. La Société française de photographie et les Archives nationales d'outre-mer ne conservent que des tirages d'Algérie.
La première grande rétrospective de l’œuvre de Frechon s'est tenue du 14 septembre au 6 octobre 2024 dans sa ville natale, au manoir de Fontaine à Blangy-sur-Bresle. Elle a réuni une centaine d'épreuves représentatives de l'ensemble de l’œuvre du photographe avec des clichés de France (Normandie, Picardie et Bretagne), des Pays-Bas, d'Algérie et de Palestine. L'ensemble est complété par la publication d'une brochure compilant les informations connues sur le photographe. 

### Repères
- 1848 : naissance à Blangy-sur-Bresle
- 1870 : installation à Arras et fondation du journal Le Pas de Calais
- 1885 : début dans la photographie
- 1886 : première exposition à Boulogne-sur-mer
- 1887 : premier voyage en Algérie, sans doute à l'invitation de Jules Gervais-Courtellemont
- 1892 : tiré à part sur Biskra dans l'Algérie artistique et pittoresque de Gervais-Courtellemont
- 1893 : médaille d'or à l'exposition annuelle de la Photographic Society of Great Britain (collotypes avec vues d'Algérie)
- 1894 : nouvelle participation à l'exposition de la Photographic Society avec des vues d'Algérie
- 1894 et 1895 : participations à l'Exposition d'Art photographique du Photo-club de Paris
- 1895 (vers) : ouverture d'un studio à Biskra, rue Berthe
- Il partage sa vie sur deux continents, l'hiver à Biskra (Algérie et les autres saisons dans la région d’Étaples (Pas-de-Calais).
- 1900 : médaille d'or à l'Exposition universelle de Paris
- 1900 : début de la collaboration avec Country Life
- 1903 : 1er Prix au concours de la Revue de la photographie
- 1906 : voyage aux Pays-Bas, notamment à Volendam
- 1910 : voyage à Jérusalem
- 1910 : participation au salon du Photo club d’Alger
- 1912 : adhésion au comité du Vieil Alger
- 1921 : mort à El Biar, près d’Alger

## Collections et expositions

### Collections
- Royal Photographic Society, Londres

Fonds déposé en 2018 au Victoria and Albert Museum, Londres
- Société Française de Photographie, Paris
- Musée d'Orsay, Paris
- Archives nationales d'outre-mer, Aix-en-Provence
- Musée des Arts décoratifs, Paris
- MUCEM, Marseille
- Institut du monde arabe, Paris
- Musée du Zuyderzee, Enkhuizen

### Expositions
- 1987 : Royal Photographic Society, Bath[9]
- 1998 : Paris Photo, Paris
- 2024 : Musée du Verre, Blangy-sur-Bresle

## Galerie

Œuvres de Émile Frechon
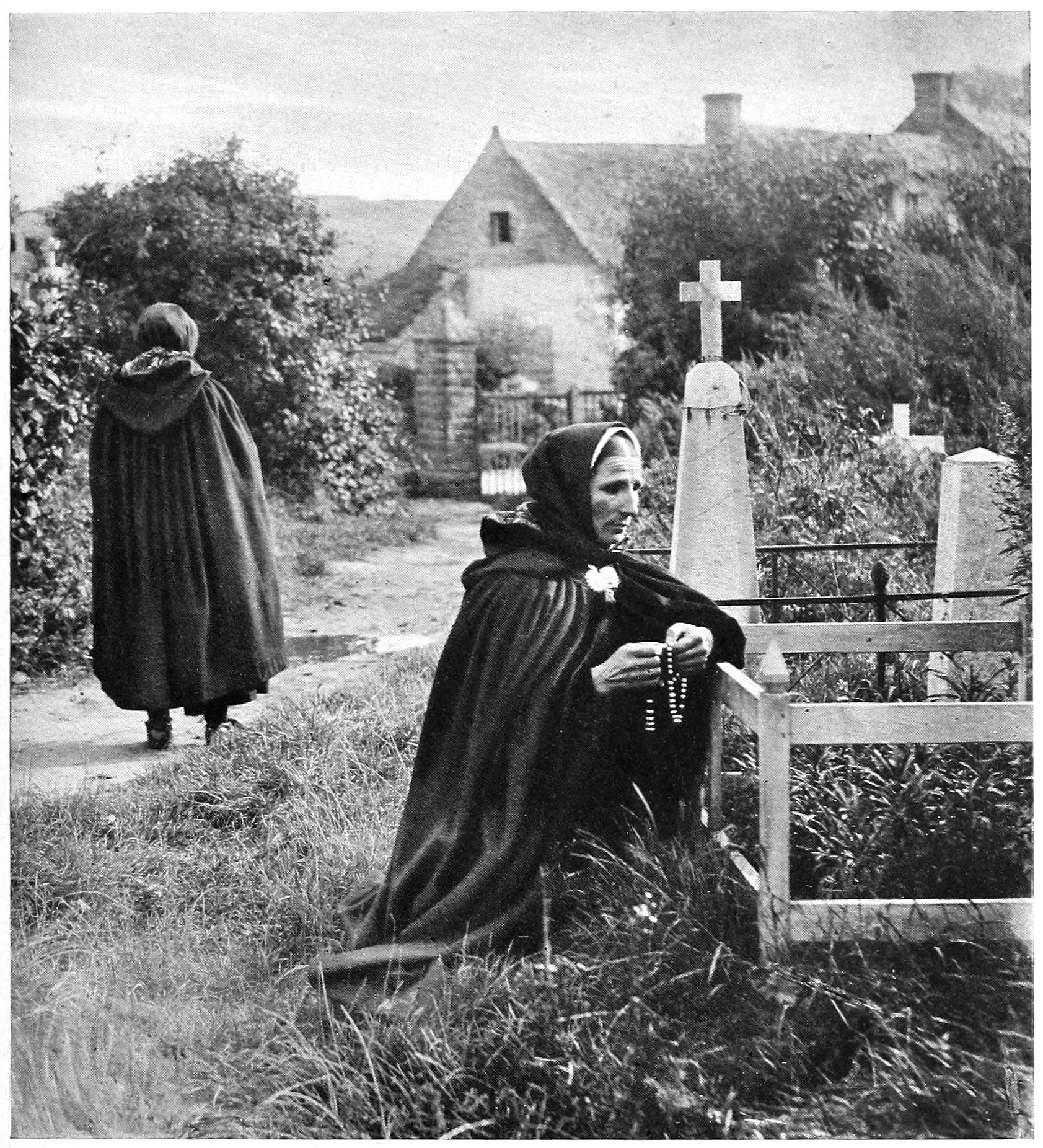
Au cimetière (1904).
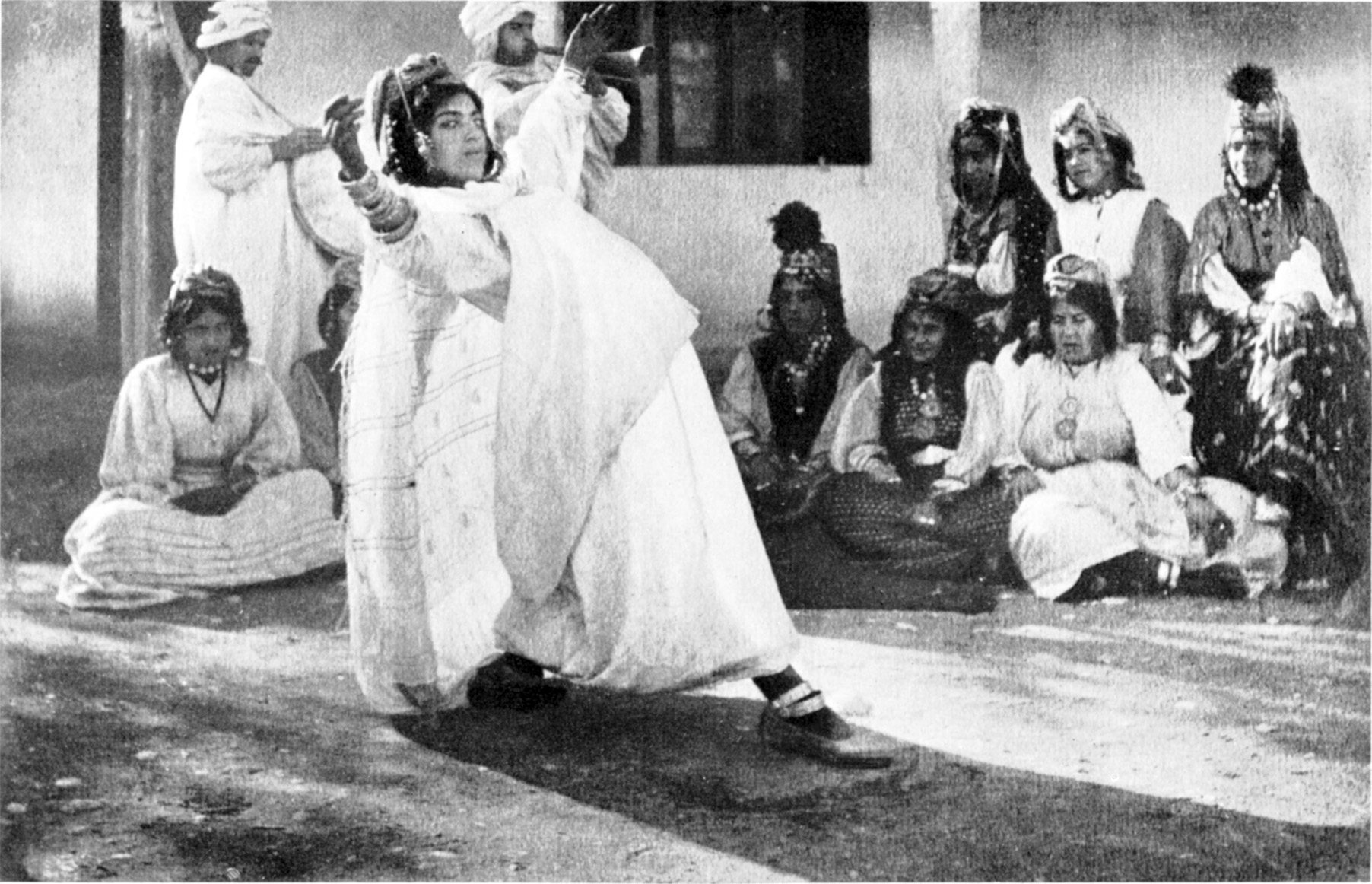
La Danse du ventre (1912).
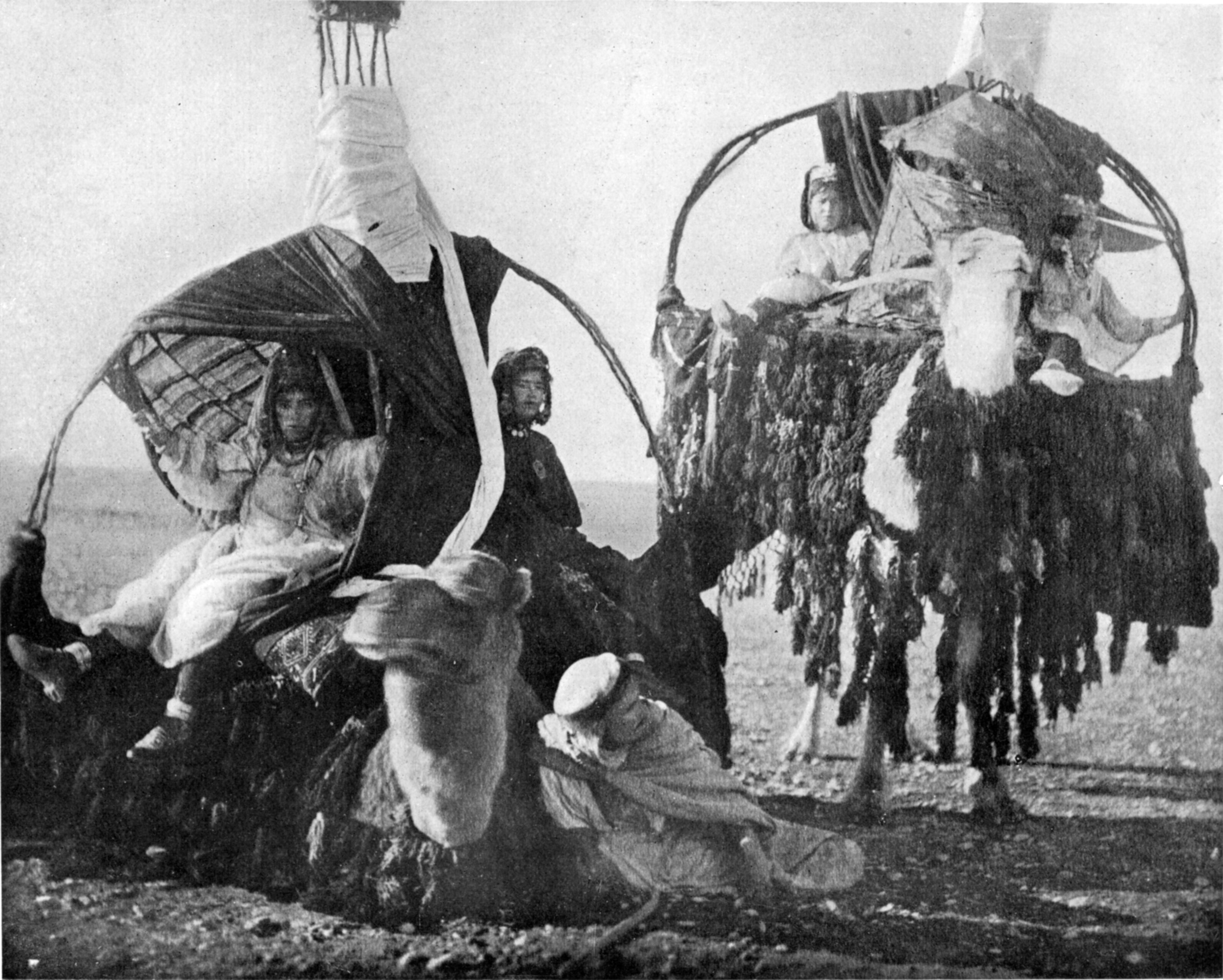
(1912).

## Publications
- Pointers, setters, petits épagneuls, études sur les chiens d'arrêt de race anglaise, Paris, Deyrolle, 1881, 144 p., in-8o
- L'Algérie artistique et pittoresque, Alger, Gervais Courtellemont et Cie, 1892 (lire en ligne), « Biskra », p. 1-44
- (en) Alfred Edward Pease (photogr. Émile Frechon), Travel and Sport in Africa, Londres, Arthur L. Humphreys, 1902
- Femina no 43, 1er novembre 1902, Scène de la Toussaint en couverture
- Femina, no 62, 15 août 1903, Moissonneuse en couverture et 5 photographies en off-set illustrant un article sur Les moissonneuses.
- Femina no 76, 15 mars 1904, 4 photographies en off-set illustrant un article sur La tapisserie en Algérie
- (en) Country Life, revue anglaise, publication régulière de photographies de décembre 1900 à décembre 1917
- L’Épreuve photographique, 2e série, 1905, 3 photographies gravées en taille douce [lire en ligne]
- Fermes et châteaux, le Country Life français, articles et photographies, 1905-1915
- La Revue de photographie[10]